# Чудинов, Александр Николаевич
Алекса́ндр Никола́евич Чуди́нов (26 февраля [10 марта] 1843, Синеоковка, Золотоношский уезд, Полтавская губерния — 14 [27] декабря 1908, Дубулты, Лифляндская губерния) — русский писатель, переводчик, редактор, педагог и просветитель. Автор «Словаря иностранных слов, вошедших в состав русского языка».

## Биография
Родился в 1843 году в дворянской семье в имении своих родителей в селе Синеоковке Золотоношского уезда Полтавской губернии. Окончил Владимирскую Киевскую военную гимназию и курс в Киевском университете на историко-филологическом факультете. В университете, под влиянием лекций профессора русской словесности А. И. Селина, его бесед, советов и указаний, в Чудинове окончательно сложилось намерение посвятить себя педагогическому делу, избрав своей специальностью сперва языкознание, а впоследствии историю литературы со вспомогательными дисциплинами.
Преподавал словесность в учебных заведениях Киева, Воронежа, затем был инспектором санкт-петербургской Мариинской женской гимназии; директором классической гимназии в Пярну (в Лифляндии, теперь — Эстония).

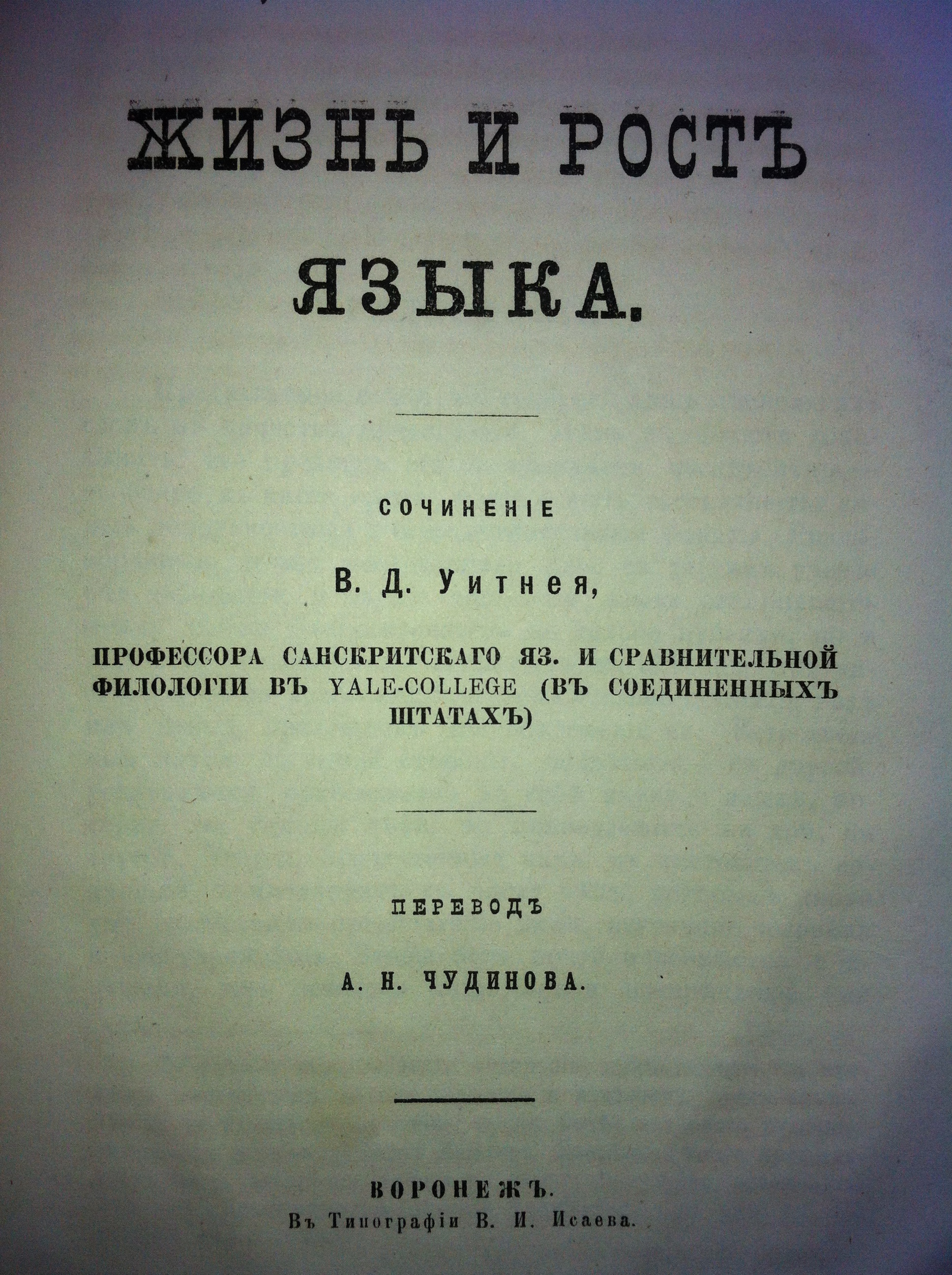

В конце 1860-х годов переехал в г. Орёл, где стал преподавать словесность в Бахтина кадетском корпусе, а затем — в Александринском институте благородных девиц.
С 1862 по 1887 год Чудинов сотрудничал с воронежским журналом «Филологические записки», в котором поместил ряд оригинальных и переводных статей, рецензий и прочее. В 1875 году редактировал изданный журналом А. Хованского первый том «Сборника избранных произведений скандинавской поэзии».
В 1875 году был приглашён на должность редактора «Орловского справочного листка». В 1877 году Чудинов покупает эту газету у князя Н. Н. Оболенского, переименовывает в «Орловский вестник», становится её издателем и одновременно редактором на протяжении 10 лет. За эти годы тираж литературно-политической газеты существенно вырос, она стала ежедневной с отделами общественной жизни, политики, литературы, объявлений. В Орле Чудинов занимался широкой просветительской деятельностью.
В 1888 году переезжает в Петербург, где продолжает издательскую деятельность: в том же году основал историко-литературный журнал «Пантеон литературы» и общедоступную «Семейную Библиотеку», которые издавал в течение 3 лет.
С 1891 года редактирует две серии «Русской классной Библиотеки», из которых первая (вышло 28 выпусков) заключает в себе, с комментариями, образцовые произведения русской литературы, а вторая (вышло 26 выпусков) — классические произведения иностранной литературы в переводах русских писателей.
Скоропостижно скончался в 14 декабря 1908 года по старому стилю в Дуббельне, на Рижском взморье от  разрыва сердца вследствие склероза. Погребен на кладбище Петропавловского собора в Риге.

### Переводы
- Картины жизни : Сб. очерков и рассказов Г. Андерсена, А. Додэ, Э. Золя [и др.] / Пер. А. Н. Чудинова. — СПб.: А. С. Суворин, ценз. 1886. — [2], 307 с. (Дорожная библиотека).
- Песнь о Роланде : Фр. нар. эпос: Текст памятника, с примеч. / Пер. А. Н. Чудинова. — СПб.: И. Глазунов, 1896. — [2], VI, 179 с., 2 л. фронт. (ил.); 20. — (Русская классная библиотека, изд. под редакцией А. Н. Чудинова. Серия 2, Классические произведения иностранных литератур в переводе русских писателей; Вып. 1).
- Мопра: Драма в 5 д. / Жорж-Занд; Пер. А. Н. Чудинова. — Орёл: газ. «Орл. вестн.», 1880. — 134 с. (Для легкого чтения; № 1).
- Тэн, Ипполит (1828—1893). Чтения об искусстве: Пять курсов лекций, чит. в Париж. шк. изящ. искусств Ипполитом Тэном / Пер. А. Н. Чудинова. — 4-е испр. изд. — СПб.: В. И. Губинский, 1897.
- Тэн, Ипполит (1828—1893). Чтения об искусстве: Пять курсов лекций / Пер. А. Н. Чудинова. — 3-е изд., испр. — СПб.: В. И. Губинский, 1889. — [4], 447 с.
- Бомарше, Пьер Огюстен Карон (1732—1799). Избранные сочинения / Пьер Бомарше. (1732—1799); пер. А. Н. Чудинова. — СПб.: тип. Глазунова, 1898. — [2], VII, [3], 363 с., 1 л. фронт. (портр.); 20. (Русская классная библиотека, изд. под редакцией Александра Николаевича Чудинова. Сер. 2, Классические произведения иностранных литератур в переводе русских писателей; Вып. 12).
- Ренан, Эрнест (1823—1892). О происхождении языка / Соч. Эрнеста Ренана; Пер. с фр. (с 4 послед. изд.) А. Н. Чудинов. — Воронеж : тип. В. Гольдштейна, 1866.
- Дюма, Александр (сын; 1824—1895). Око за око, зуб за зуб: (Francillon): Пьеса в 3 д. Александра Дюма-сына: С портр. авт. / Пер. А. Н. Чудинова. — СПб. : Н. Г. Мартынов, 1887. — [2], 103 с. (Театральная библиотека; Вып. 15).
- Андерсен, Ханс Кристиан (1805—1875). Образы без образов / Г. Х. Андерсен; пер. А. Н. Чудинова. — Орёл : Публ. б-ка «Орл. вестн.», 1883
- Бомарше, Пьер Огюстен Карон (1732—1799). Севильский цирюльник: Комедия в 4 д. / Пьер Бомарше; Пер. А. Н. Чудинова. — Орёл: газ. «Орл. вестн.», 1880. — [2], 101 с. (Для лёгкого чтения; № 2)
- Мольер (1622—1673). Брак поневоле: Комедия в 1 д. / Ж. П. Мольер; Пер. с фр. [А. Н. Чудинова]. — Орёл: газ. «Орлов. вестник», 1881. — [6], 35 с.; 16. — (Для лёгкого чтения; № 4).
- Камоэнс, Луиш ди (1524 или 1525—1580). Лузиады: Поэма в 10 песнях: Текст поэмы / Луис Камоэнс; [пер. [прозой] А. Ч[удинова]]. — СПб.: И. Глазунов, 1897. — [2], IV, 191 с. (Русская классная библиотека, изд. под редакцией А. Н. Чудинова. Серия 2, Классические произведения иностранных литератур в переводе русских писателей; Вып. 6).
- Бомарше, Пьер Огюстен Карон (1732—1799). Безумный день, или женитьба Фигаро: Комедия в 5 д. / П. Бомарше. (1784); пер. А. Н. Чудинова. — СПб.: А. С. Суворин, ценз. 1889. — 150 с. (Дешёвая библиотека; № 87).
- Гюйо, Жан Мари (1854—1888). Современная эстетика / 1, 2. Задачи современной эстетики. Искусство с точки зрения социологической / Пер. А. Н. Чудинова. Ч. 1.; М. Гюйо. — СПб.: журн. «Пантеон лит.», 1890.
- Песнь о Роланде: Французский народный эпос: Текст памятника с примеч. / Пер. А. Н. Чудинова; объясн. статьи [Ф. де-ла Барта и Ф. И. Буслаева]. — 2-е изд., (значит. изм. и доп. В. Костылевым). — Пг.: И. Глазунов, 1917. — VIII, 177 с. (Русская классная библиотека, издаваемая под редакцией А. Н. Чудинова. Серия 2, Классические произведения иностранных литератур в переводах русских писателей; Вып. 1).
- Бомарше, Пьер Огюстен Карон (1732—1799). Трилогия / [П. Бомарше]; пер. А. Н. Чудинова; с характеристикой поэта, сост. А. Н. Веселовским. — СПб.: журн. «Пантеон лит.», 1888 (обл. 1889). — [2], 406, [1] с. (Пантеон литературы).
- Мюллер, Макс (1823—1900). Наслоение языка: Лекция, прочит. в заседании Кэмбридж. ун-та 29 мая 1868 г. Максом Мюллером / Пер. с англ. А. Чудинова. — Воронеж: тип. В. А. Гольдштейна, 1871.